# Джованна Медзоджорно
Джова́нна Медзоджо́рно (італ. Giovanna Mezzogiorno) (нар. 9 листопада 1974) — італійська кіноакторка.

## Біографія
Зіграла у першому фільмі 1997 року, всього 31 роль в кіно. Висхідна зірка італійського кінематографа. Дочка актора Вітторіо Медзоджорно (слідчий Девіда Лікаті з серіалу «Спрут»). Популярність їй принесла головна роль у фільмі «Кохання під час холери», де її партнером був Хав'єр Бардем.

## Фільмографія
- Il viaggio della sposa (1997)
- Del perduto amore (1998)
- Asini (1999)
- Un uomo perbene (1999)
- 2000: Знедолені / (Les Misérables) — сестра Сімпліс
- Malefemmene (2001)
- Nobel (2001)
- Tutta la conoscenza del mondo (2001)
- 2001: Останній поцілунок / (L'ultimo bacio) — Джулія
- Ilaria Alpi — Il più crudele dei giorni (2002)
- La finestra di fronte (2003)
- Stai con me (2004)
- L'amore ritorna (2004)
- Il club delle promesse (2004)
- Les murs porteurs (2005)
- La bestia nel cuore (2005)
- AD Project (2006)
- Lezioni di volo (2007)
- Notturno bus (2007)
- L'amore ai tempi del colera (2007)
- L'amore non basta (2008)
- 2008: Зйомки в Палермо
- Negli occhi (2009)
- Vincere (2009)
- La prima linea (2009)
- Sono viva (2010)
- Basilicata coast to coast (2010)
- Vinodentro (2013)
- I nostri ragazzi (2014)
- 2017: Зачарований Неаполь / (Napoli velata) — Адріана
- 2017: Ніжність / (La tenerezza) — Єлена